# الدوري التشيلي لكرة القدم 1985
الدوري التشيلي لكرة القدم 1985 (بالإسبانية: Primera División de Chile 1985)‏ هو الموسم 53 من الدوري التشيلي لكرة القدم. كان عدد الأندية المشاركة فيه 20، وفاز فيه نادي كوبريلوا.